# Erwin Thorn

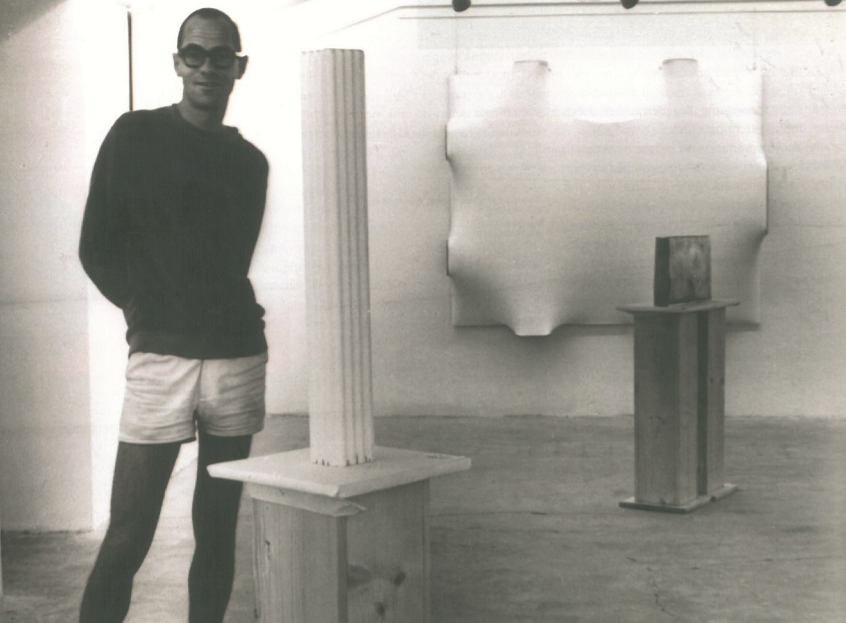
Erwin Thorn vor seinen Werken, Rom 1967

Erwin Thorn (* 18. Mai 1930 in Wien; † 17. Juli 2012 ebenda) war ein österreichischer Bildhauer. In den 1960er Jahren gehörte er der ZERO-Bewegung an.

## Leben
Thorn besuchte von 1936 bis 1938 die Volksschule in Wien. 1938 musste seine Familie aufgrund des aufkommenden Antisemitismus Österreich verlassen. Fünfzehn Jahre lang blieb er in Israel und schloss dort seine Schulbildung am Gymnasium ab. Die darauffolgenden zwei Jahre verbrachte er im israelischen Militärdienst und zog 1950 in einen Kibbuz. Von dort aus widmete er sich laut eigener Angabe einem freien Studium in Jerusalem.
1952 zog er wieder nach Österreich und widmete sich in einem Grafikstudium an der Akademie für Angewandte Kunst Wien der menschlichen Gestalt, entwarf Stoffmustern, Lithographien, Farbkompositionen für Bücherumschläge und Vorsatzpapiere, Plakaten und Katalogen und schloss das Studium 1956 ab.
Ende der 1950er Jahre war er bereits mit vielen Künstlern des Europäischen Bildhauersymposions in St. Margarethen vernetzt, an dem er 1959 mit einer skulpturalen Arbeit teilnahm. Er beteiligte sich im folgenden Jahrzehnt an mehreren Symposien und wurde von Karl Prantls Philosophie des „Freidenken und Freiwerden im Freiraum“ inspiriert.
1960 nahm er an der Biennale in Cincinnati teil und bekam im darauffolgenden Jahr ein Stipendium des Institut Français in Paris. Es folgten zahlreiche Ausstellungsbeteiligungen in Paris, Mailand, Rom, Wien und Innsbruck. Während dieser Zeit konnte er sich sein Überleben mit Arbeiten als Grafiker für Messen und Werbung sichern, außerdem war er als Hilfskraft für andere Künstler tätig, z. B. legte er Mosaike bei Kunst am Bau.
Thorn schloss Kontakte zur Gruppe ZERO in Italien und kooperierte mit Künstlern wie Enrico Castellani und Lucio Fontana. Er schuf in dieser Zeit meist monochrome Objekte. Thorn beteiligte sich 1965 an mehreren Ausstellungen der Gruppe ZERO, die Ausstellung „ZERO avantgarde 1965“ tourte bis zum Ende des Jahres 1966 durch mehrere italienische Städte. Ende der 60er Jahre wurden mehrere Werke Thorns angekauft, unter anderem von der Albertina in Wien, dem Museum des 20. Jahrhunderts in Wien und vom Storm King Art Center, New York. Gegen Ende der 60er Jahre nahm er farbliche Gestaltung in sein Schaffen auf.
Den erfolgreichen Jahren folgten Jahre der Ernüchterung, als er aufgrund seiner künstlerischen Entwicklung keinen Zuspruch in der Kunstwelt erhielt und laut eigener Aussage aus dem Kunstmarkt „auszentrifugiert“ wurde. Er widmete sich der Grafik und ging ab 1983 einer Lehrtätigkeit an der Hochschule für angewandte Kunst in Wien nach. Dort unterrichtete er bis 1995 dreidimensionales Gestalten in der Meisterklasse für Gestaltungslehre.
Thorn war mit der Historikerin, Universitätsprofessorin, wissenschaftlichen Autorin und Herausgeberin Edith Saurer liiert. Sie war Initiatorin und Mitbegründerin der Fachzeitschrift „L’Homme. Europäische Zeitschrift für Feministische Geisteswissenschaft“. Das Logo für diese Zeitschrift wurde von Thorn entworfen.
Erwin Thorn starb am 17. Juli 2012 im Alter von 82 Jahren in Wien. Er wurde auf dem Gersthofer Friedhof in Wien beigesetzt.

## Einzelausstellungen
- 2010: Apropos Blei, in Anbetracht der Wörter, die Beredsamkeit der Folie, Georg Kargl Permanent, Vienna
- 2008: Kargl Box, Vienna
- 1979: Arbeiten 1959-1979 und work in progress – Dokumentation, Modern Art Galerie, Vienna
- 1972: Spiele spielen - Galerie nächst St. Stephan - Rosemarie Schwarzwälder, Wien
- 1971: WEISS, Museum des 20. Jahrhunderts, Vienna
- 1970: Galerie im Taxis-Palais, Innsbruck
- 1970: Galerie nächst St. Stephan, Vienna
- 1969: Galerie nächst St. Stephan - Rosemarie Schwarzwälder, Wien
- 1967: Österreichisches Kulturinstitut, Rom
- 1965: Forum Stadtpark, Graz
- 1964: Galerie Wulfengasse 14, Klagenfurt